# 야마시타 하루히로
야마시타 하루히로(일본어: 山下 治広, 1938년 11월 11일 ~ )는 일본의 체조 선수였다.
에히메현 우와지마시에서 태어난 그는 1964년 도쿄 올림픽에 나가 단체전과 도마 종목에서 2개의 금메달을 획득하였다.
결혼 후, 그는 자신의 성을 야마시타에서 마쓰다로 바꾸었다. 1961년 그는 자신이 1983년 교수와 후에 명예 교수가 된 닛폰 스포츠 과학 대학을 졸업하였다. 1970년대 초반에 그는 인디애나 주립 대학교에서 로저 카운실 아래 체조 조감독이었다. 거기서 그는 바이오리듬에 자신의 연구를 시작하였다.
야마시타는 또한 1976년 몬트리올 올림픽과 1990년 아시안 게임에서 국가 대표팀을 훈련시키고, 일본 체조 협회와 시니어 직위들을 보유하였다.
2000년 국제 체조 명예의 전당에 헌액되었다. 그는 자신의 고향 우와지마 시의 명예 시민이다.